# Bulbophyllum devium
Bulbophyllum devium är en orkidéart som beskrevs av James Boughtwood Comber. Bulbophyllum devium ingår i släktet Bulbophyllum och familjen orkidéer. Inga underarter finns listade i Catalogue of Life.